# Disocactus aurantiacus
Disocactus aurantiacus ist eine Pflanzenart aus der Gattung Disocactus in der Familie der Kakteengewächse (Cactaceae). Das Artepitheton aurantiacus bedeutet ‚orangefarbig‘.

## Beschreibung
Disocactus aurantiacus hat hängende, von der Basis verzweigende bis zu 3 Meter und längere Triebe, die 2 bis 5 kantig bis abgeflacht sind und 1 Meter lange gezähnt oder gelappte Ränder aufweisen. Sie sind 1 bis 2 Zentimeter im Durchmesser stark und 1,5 bis 3 Zentimeter breit. Dornen fehlen ganz oder es sind bis zu 30 haarige, cremefarbene und bis zu 1,5 Zentimeter lange vorhanden.
Die Blüten erscheinen einzeln in der oberen Hälfte der Triebe. Sie sind trichterig, aufwärts gebogen, etwa 12,5 bis 15,5 Zentimeter lang und haben eine hell- bis mittelorangene Farbe, die einen leichten magentafarbenen Hauch aufweisen können. Die ellipsoiden, gelblich-grünen Früchte mit einem rosa Hauch werden bis zu 7 Zentimeter lang.

## Verbreitung und Systematik
Disocactus aurantiacus ist in dem mexikanischen Bundesstaat Chiapas, in Honduras im Departamento  Francisco Morazán und in Nicaragua im Verwaltungsbezirk Jinotega in Nebelwäldern in Höhenlagen zwischen 1500 und 1850 Metern verbreitet.
Die Erstbeschreibung als Heliocereus aurantiacus erfolgte 1974 durch Myron William Kimnach. Wilhelm Barthlott stellte die Art 1991 in die Gattung Disocactus. Ein weiteres nomenklatorisches Synonym ist Disocactus speciosus subsp. aurantiacus (Kimnach) Ralf Bauer (2003).

## Nachweise